# Nekrolog März 2022
Nekrolog
◄◄
| ◄
| 2018
| 2019
| 2020
| 2021
| 2022 | 2023 | 2024 | 2025
Januar |
Februar |
März |
April |
Mai |
Juni |
Juli |
August |
September |
Oktober |
November |
Dezember 2022
Weitere Ereignisse | Allgemeiner Nekrolog 2022
Die Beschreibung der verstorbenen Person sollte so kurz wie möglich gehalten sein und nur deren signifikante Tätigkeit(en) enthalten.
Neue Namen ggf. auch unter dem Geburts- und Sterbedatum, also etwa unter 1. Januar und im Geburts- und Sterbejahr (2024) eintragen (nur bei entsprechender großer Wichtigkeit). Für Beispiele siehe die schon vorhandenen Artikel.
Außerdem über die fünf zuletzt Verstorbenen, zu denen es einen ausreichend guten Artikel für eine Präsentation auf der Hauptseite gibt, nach der todesbedingten Überarbeitung der Artikel ggf. auch unter Wikipedia Diskussion:Hauptseite informieren und sie am besten auch in den anderen Wikipedia-Sprachversionen eintragen. Tipp: Regelmäßig bei news.google.de nach „ist tot“, „gestorben“ oder „verstorben“ suchen.
Wenn eine Person gestorben ist, gibt es viele Seiten zu dieser Person in der Wikipedia, die davon auch betroffen sind und entsprechend aktualisiert werden müssen. Beispiele: Namenübersichtsseite, Geburtsjahr, Geburtsort-Seiten und viele mehr.
Wie finde ich die betroffenen Seiten?
Im Suchfeld auf der linken Seite gibt man den Suchbegriff so ein: „Vorname Nachname“. Dann klickt man auf Volltext und alle Seiten mit entsprechendem Suchtext werden aufgerufen. Hier sieht man dann schnell, wo auch das Todesjahr Sinn macht oder sogar ein Teil des Artikels angepasst werden muss. Auch hilft das „Werkzeug“ auf der linken Seite sehr gut, um solche Seiten aufzufinden: „Links auf diese Seite“. Somit ist die Wikipedia wieder aktuell in allen Bereichen! Hinweis: bei Eintragung der Kategorie „Gestorben JAHR“ wird der Missbrauchsfilter 49 ausgelöst, was jedoch nicht schlimm ist. Siehe: Spezial:Missbrauchsfilter/49
Dies ist eine Liste von im März 2022 verstorbenen bekannten Persönlichkeiten. Die Einträge erfolgen innerhalb der einzelnen Daten alphabetisch sortiert. Tiere sind im Nekrolog für Tiere zu finden.

## März
Bearbeitungshinweis: Neue Todesfälle bitte absteigend nach Tagen geordnet eintragen. Die Todesfälle desselben Tages bitte in alphabetischer Reihenfolge einfügen.
| Tag      | Name                           | Beruf, bekannt als                                                                                   | Alter | Beleg |
| -------- | ------------------------------ | --- | ----- | ----- |
| 31. März | Georgi Atanassow               | bulgarischer Politiker                                                                               | 88    |       |
| 31. März | Karl-Richard Bausch            | deutscher Germanist                                                                                  | 83    |       |
| 31. März | Rıdvan Bolatlı                 | türkischer Fußballspieler                                                                            | 93    |       |
| 31. März | Günter Deckert                 | deutscher Rechtsextremist und Holocaustleugner                                                       | 82    |       |
| 31. März | Patrick Demarchelier           | französischer Fotograf                                                                               | 78    |       |
| 31. März | Karl-Heinz Drexhage            | deutscher Chemiker                                                                                   | 88    |       |
| 31. März | Zoltán Friedmanszky            | ungarischer Fußballspieler und -trainer                                                              | 87    |       |
| 31. März | Richard Howard                 | US-amerikanischer Dichter und Übersetzer                                                             | 92    |       |
| 31. März | Norman Junge                   | deutscher Bildhauer und Illustrator                                                                  | 83    |       |
| 31. März | Joseph Kalichstein             | US-amerikanischer Pianist                                                                            | 76    |       |
| 31. März | Rahel Renate Mann              | deutsche Ärztin und Lyrikerin sowie Überlebende des Holocaust                                        | 84    |       |
| 31. März | Sven Melander                  | schwedischer Schauspieler, Komiker und Journalist                                                    | 74    |       |
| 31. März | Graham Nerlich                 | australischer Philosoph                                                                              | 92    |       |
| 31. März | Francesc Pardo i Artigas       | spanischer Bischof                                                                                   | 75    |       |
| 31. März | Klaus Riesenhuber              | deutscher Philosoph und Theologe                                                                     | 83    |       |
| 31. März | Jiří Šalamoun                  | tschechischer Illustrator und Grafiker                                                               | 86    |       |
| 31. März | Horst Wruck                    | deutscher Fußballspieler                                                                             | 75    |       |
| 31. März | Rolf Zerfaß                    | deutscher Theologe                                                                                   | 87    |       |
| 30. März | Dinu Amzar                     | deutscher Schriftsteller                                                                             | 79    |       |
| 30. März | Klaus Blech                    | deutscher Diplomat                                                                                   | 93    |       |
| 30. März | Mathew Cheriankunnel           | indischer Bischof                                                                                    | 91    |       |
| 30. März | Martin A. Conway               | britischer Psychologe                                                                                | 69    |       |
| 30. März | Erhard Cosack                  | deutscher Prähistoriker                                                                              | 81    |       |
| 30. März | Erik Enby                      | schwedischer Arzt und Gerontologe                                                                    | 84    |       |
| 30. März | Egon Franke                    | polnischer Fechter                                                                                   | 86    |       |
| 30. März | Claudia Hansmann-Strubel       | deutsche Schauspielerin und Synchronsprecherin                                                       | 81    |       |
| 30. März | Ludger Horstkötter             | deutscher Ordensgeistlicher und Theologe                                                             | 82    |       |
| 30. März | Fred Markus                    | kanadischer Radsportler                                                                              | 84    |       |
| 30. März | Klaus Militzer                 | deutscher Mittelalterhistoriker                                                                      | 81    |       |
| 30. März | Ulrich Mohr                    | deutscher Mediziner                                                                                  | 91    |       |
| 30. März | Wolf Muser                     | deutscher Schauspieler                                                                               | 71    |       |
| 30. März | Enrique Ortez Colindres        | honduranischer Diplomat                                                                              | 90    |       |
| 30. März | Tom Parker                     | britischer Sänger                                                                                    | 33    |       |
| 30. März | Aniela Przywuska               | polnische Historikerin und Archivarin                                                                | 85    |       |
| 30. März | Leo Schelbert                  | Schweizer Historiker                                                                                 | 93    |       |
| 30. März | Willy Vanden Berghen           | belgischer Radrennfahrer                                                                             | 82    |       |
| 30. März | John Zaritsky                  | kanadischer Regisseur und Produzent                                                                  | 78    |       |
| 30. März | Urbano Zea                     | mexikanischer Basketballspieler                                                                      | 85    |       |
| 29. März | Peter Bartl                    | deutscher Historiker                                                                                 | 83    |       |
| 29. März | Paul Benioff                   | US-amerikanischer Physiker                                                                           | 91    |       |
| 29. März | Hans-Ruedi Binswanger          | Schweizer Schauspieler und Schriftsteller                                                            | 69    |       |
| 29. März | Joyce Fairbairn                | kanadische Politikerin                                                                               | 82    |       |
| 29. März | Paul Herman                    | US-amerikanischer Schauspieler                                                                       | 76    |       |
| 29. März | Alan J. Hruska                 | US-amerikanischer Verlagsgründer, Schriftsteller, Drehbuch- und Theaterautor sowie Regisseur         | 88    |       |
| 29. März | Charles Jeffrey                | britischer Botaniker                                                                                 | 87    |       |
| 29. März | Gustav Luntowski               | deutscher Historiker und Archivar                                                                    | 92    |       |
| 29. März | Peter McDonald                 | irischer Fußballspieler                                                                              | 98    |       |
| 29. März | Otto Milfait                   | österreichischer Heimatforscher                                                                      | 96    |       |
| 29. März | Nancy Milford                  | US-amerikanische Biografin                                                                           | 84    |       |
| 29. März | Fritz Paschke                  | österreichischer Elektrotechniker                                                                    | 93    |       |
| 29. März | Melanie Clark Pullen           | irische Schauspielerin                                                                               | 46    |       |
| 29. März | Sauro Scavolini                | italienischer Drehbuchautor und Filmregisseur                                                        | 88    |       |
| 29. März | Walter Seitz                   | deutscher Jurist                                                                                     | 83    |       |
| 29. März | Donald „Tabby“ Shaw            | jamaikanischer Reggaesänger                                                                          | 66    |       |
| 29. März | June Shagaloff Alexander       | US-amerikanische Bürgerrechtsaktivistin                                                              | 93    |       |
| 29. März | Angela Stachowa                | deutsch-sorbische Schriftstellerin und Politikerin                                                   | 73    |       |
| 29. März | Thomas F. Staley               | US-amerikanischer Literaturarchivar                                                                  | 86    |       |
| 29. März | Terry Wallis                   | US-amerikanischer Komapatient                                                                        | 57    |       |
| 28. März | Georges Bou-Jaoudé             | libanesischer Erzbischof                                                                             | 78    |       |
| 28. März | Marvin J. Chomsky              | US-amerikanischer Filmregisseur                                                                      | 92    |       |
| 28. März | Marion Créhange                | französische Informatikerin                                                                          | 84    |       |
| 28. März | Doris Derby                    | US-amerikanische Bürgerrechtsaktivistin und Dokumentarfotografin                                     | 82    |       |
| 28. März | Naci Erdem                     | türkischer Fußballspieler und -trainer                                                               | 91    |       |
| 28. März | Siegfried Fischer              | deutscher Ingenieur und Heimatforscher                                                               | 83    |       |
| 28. März | Katja Georgi                   | deutsche Trickfilmerin                                                                               | 93    |       |
| 28. März | Bhim Bahadur Gurung            | indischer Politiker                                                                                  | 92    |       |
| 28. März | Werner Hoerschelmann           | deutscher Geistlicher und Sachbuchautor                                                              | 83    |       |
| 28. März | Serhij Kot                     | ukrainischer Historiker                                                                              | 63    |       |
| 28. März | Karl Lenz                      | deutscher Geograph                                                                                   | 93    |       |
| 28. März | Antonios Naguib                | ägyptischer Kardinal                                                                                 | 87    |       |
| 28. März | Anne Parsons                   | US-amerikanische Orchestermanagerin                                                                  | 64    |       |
| 28. März | Wilfried Reinehr               | deutscher Schriftsteller und Verleger                                                                | 85    |       |
| 28. März | Miguel Van Damme               | belgischer Fußballspieler                                                                            | 28    |       |
| 28. März | Barrie Youngfellow             | US-amerikanische Schauspielerin                                                                      | 75    |       |
| 27. März | Günter C. Behrmann             | deutscher Sozialwissenschaftler                                                                      | 81    |       |
| 27. März | Lars Bloch                     | dänischer Schauspieler                                                                               | 83    |       |
| 27. März | Titus Buberník                 | tschechoslowakischer Fußballspieler und -trainer                                                     | 88    |       |
| 27. März | Vladimir Đuro Degan            | jugoslawischer bzw. kroatischer Rechtswissenschaftler                                                | 86    |       |
| 27. März | Jaroslav Falta                 | tschechoslowakischer Motocrosser                                                                     | 71    |       |
| 27. März | Hermann Gretener               | Schweizer Radsportler                                                                                | 79    |       |
| 27. März | Dieter Gruschwitz              | deutscher Sportjournalist und -moderator                                                             | 68    |       |
| 27. März | Ashton Hawkins                 | US-amerikanischer Kunstmanager                                                                       | 84    |       |
| 27. März | Karl Korte                     | US-amerikanischer Komponist und Musikpädagoge                                                        | 93    |       |
| 27. März | Gunhild Liljequist             | deutsche Designerin                                                                                  | 86    |       |
| 27. März | Franz Mohr                     | deutsch-US-amerikanischer Klaviertechniker und Autor                                                 | 94    |       |
| 27. März | Mario Muchnik                  | argentinisch-spanischer Verleger, Übersetzer, Autor, Physiker und Fotograf                           | 90    |       |
| 27. März | Ayaz Mütəllibov                | sowjetischer bzw. aserbaidschanischer Politiker                                                      | 83    |       |
| 27. März | Valora Noland                  | US-amerikanische Schauspielerin                                                                      | 80    |       |
| 27. März | Egon Parolari                  | Schweizer Oboist                                                                                     | 97    |       |
| 27. März | Enrique Pinti                  | argentinischer Schauspieler, Komiker, Theaterleiter, Schriftsteller und Dramaturg                    | 82    |       |
| 27. März | Martin Pope                    | US-amerikanischer Chemiker                                                                           | 103   |       |
| 27. März | Egmond Prill                   | deutscher Theologe und Publizist                                                                     | 65    |       |
| 27. März | Alexandra Sabelina             | sowjetische bzw. russische Florettfechterin                                                          | 85    |       |
| 27. März | James W. Vaupel                | US-amerikanischer Bevölkerungswissenschaftler                                                        | 76    |       |
| 27. März | Ferdinand Weiss                | österreichischer Komponist                                                                           | 88    |       |
| 26. März | Peter Achten                   | Schweizer Journalist                                                                                 | 82    |       |
| 26. März | Marli Bartling                 | deutsche Künstlerin                                                                                  | 69    |       |
| 26. März | James Walter Butler            | britischer Bildhauer                                                                                 | 90    |       |
| 26. März | Jeff Carson                    | US-amerikanischer Country-Sänger                                                                     | 58    |       |
| 26. März | Gianni Cavina                  | italienischer Schauspieler                                                                           | 81    |       |
| 26. März | Joan Joyce                     | US-amerikanische Softball-, Basketball- und Volleyballspielerin, Golferin und Softballtrainerin      | 81    |       |
| 26. März | Milivoj Karakašević            | jugoslawischer Tischtennisspieler                                                                    | 73    |       |
| 26. März | Garry Leach                    | britischer Comicautor und Zeichner                                                                   | 67    |       |
| 26. März | Tina May                       | britische Jazzsängerin                                                                               | 60    |       |
| 26. März | Aimé Mignot                    | französischer Fußballspieler und -trainer                                                            | 89    |       |
| 26. März | James Moriarty                 | irischer Bischof                                                                                     | 85    |       |
| 26. März | Bennet Murdock                 | US-amerikanischer Psychologe                                                                         | 96    |       |
| 26. März | Keaton Pierce                  | US-amerikanischer Rocksänger                                                                         | 31    |       |
| 26. März | Hannes Wildecker               | deutscher Schriftsteller und Journalist                                                              | 77    |       |
| 26. März | Teofil Wilski                  | polnischer Bischof                                                                                   | 86    |       |
| 25. März | Grace Alele-Williams           | nigerianische Mathematikerin                                                                         | 89    |       |
| 25. März | Birago Balzano                 | italienischer Comiczeichner                                                                          | 86    |       |
| 25. März | Reza Baraheni                  | iranischer Schriftsteller und politischer Aktivist                                                   | 86    |       |
| 25. März | Wolfgang Bürger                | deutscher Physiker und Autor                                                                         | 90    |       |
| 25. März | Mira Calix                     | südafrikanische Musikerin                                                                            | 52    |       |
| 25. März | John Chapple                   | britischer Offizier                                                                                  | 90    |       |
| 25. März | Ekkehard Grundmann             | deutscher Pathologe                                                                                  | 100   |       |
| 25. März | Rupprecht Grzimek              | deutscher Brigadegeneral und Geheimdienstler                                                         | 98    |       |
| 25. März | Dirck Halstead                 | US-amerikanischer Fotojournalist                                                                     | 85    |       |
| 25. März | Taylor Hawkins                 | US-amerikanischer Schlagzeuger                                                                       | 50    |       |
| 25. März | Kathryn Hays                   | US-amerikanische Schauspielerin                                                                      | 88    |       |
| 25. März | Bobby Hendricks                | amerikanischer Soulsänger                                                                            | 84    |       |
| 25. März | Heribert Jacke                 | deutscher Forstwissenschaftler                                                                       | 72    |       |
| 25. März | Philip Jeck                    | britischer Komponist und Multimediakünstler                                                          | 69    |       |
| 25. März | Maksym Kagal                   | ukrainischer Kickboxer                                                                               | 30    |       |
| 25. März | Vlady Kociancich               | argentinische Schriftstellerin                                                                       | 80    |       |
| 25. März | Paul Kunath                    | deutscher Sportpsychologe                                                                            | 95    |       |
| 25. März | Francesco LoPresti             | italienischer Webvideoproduzent                                                                      | 24    |       |
| 25. März | Ted Mooney                     | US-amerikanischer Schriftsteller                                                                     | 70    |       |
| 25. März | Nguyễn Hữu Việt                | vietnamesischer Schwimmer                                                                            | 33    |       |
| 25. März | Othmar Pabisch                 | österreichischer Offizier                                                                            |       |       |
| 25. März | Alan Palmer                    | britischer Autor und Historiker                                                                      | 95    |       |
| 25. März | Hans Priem-Bergrath            | deutscher Bratscher, Violinist und Dirigent                                                          | 96    |       |
| 25. März | Nikolai Sobolew                | russischer Geologe und Petrologe                                                                     | 86    |       |
| 25. März | Hans Staub                     | Schweizer Romanist                                                                                   | 91    |       |
| 24. März | John Andrews                   | australisch-kanadischer Architekt                                                                    | 88    |       |
| 24. März | Kirk Baptiste                  | US-amerikanischer Leichtathlet                                                                       | 59    |       |
| 24. März | Dieter Bokeloh                 | deutscher Skispringer                                                                                | 80    |       |
| 24. März | Dagny Carlsson                 | schwedische Bloggerin                                                                                | 109   |       |
| 24. März | Paul de Casteljau              | französischer Physiker und Mathematiker                                                              | 91    |       |
| 24. März | Erika Emmerich                 | deutsche Juristin und Managerin                                                                      | 87    |       |
| 24. März | Aydın Engin                    | türkischer Theaterautor, -regisseur, Journalist und Kolumnist                                        | 81    |       |
| 24. März | Johannes Hellinger             | deutscher Mediziner                                                                                  | 86    |       |
| 24. März | Klaus Huber                    | Schweizer Politiker                                                                                  | 83    |       |
| 24. März | Rolf Lamprecht                 | deutscher Journalist und Buchautor                                                                   | 91    |       |
| 24. März | Jaakko Nousiainen              | finnischer Politikwissenschaftler                                                                    | 90    |       |
| 24. März | Rex Rexheuser                  | deutscher Historiker                                                                                 | 88    |       |
| 24. März | Luis Roldán                    | spanischer Polizeichef                                                                               | 78    |       |
| 24. März | Gilbert Stein                  | US-amerikanischer Eishockeyfunktionär                                                                | 94    |       |
| 24. März | Horst Stoeckel                 | deutscher Mediziner                                                                                  | 91    |       |
| 23. März | Madeleine Albright             | US-amerikanische Politikerin                                                                         | 84    |       |
| 23. März | Raven Alexis                   | US-amerikanische Pornodarstellerin                                                                   | 35    |       |
| 23. März | Juri Andrejew                  | sowjetischer bzw. russischer Ingenieur und Nuklearliquidator                                         | 84    |       |
| 23. März | Mohamed El-Ashram              | ägyptischer Ringer                                                                                   | 66    |       |
| 23. März | Oxana Baulina                  | russische Journalistin und Aktivistin                                                                | 42    |       |
| 23. März | Uli Bohnen                     | deutscher Kunsthistoriker und -theoretiker                                                           | 74    |       |
| 23. März | Charles G. Boyd                | US-amerikanischer General und Vietnamkriegsveteran                                                   | 83    |       |
| 23. März | Heinz Diettrich                | deutscher Chirurg und ärztlicher Standespolitiker                                                    | 82    |       |
| 23. März | Borys Dorfman                  | ukrainischer Publizist und Kulturforscher                                                            | 98    |       |
| 23. März | Dermot Fitzpatrick             | irischer Politiker                                                                                   | 81    |       |
| 23. März | Guðrún Helgadóttir             | isländische Kinderbuchautorin und Politikerin                                                        | 86    |       |
| 23. März | Kaneaster Hodges               | US-amerikanischer Politiker                                                                          | 83    |       |
| 23. März | Edward Johnson                 | US-amerikanischer Unternehmer                                                                        | 91    |       |
| 23. März | Ernst Laue                     | deutscher Heimatforscher                                                                             | 100   |       |
| 23. März | Günther Meißner                | deutscher Physiker                                                                                   | 89    |       |
| 23. März | Sabine Pettke                  | deutsche Theologin                                                                                   | 82    |       |
| 23. März | Eberhard Pohlmann              | deutscher Jurist und Politiker                                                                       | 90    |       |
| 23. März | Josef Ramaseder                | österreichischer Konzeptkünstler, Maler und Kurator                                                  | 66    |       |
| 23. März | Josef Taucher                  | österreichischer Maler, Bildhauer und Grafiker                                                       | 73    |       |
| 23. März | Arthur D. Riggs                | US-amerikanischer Genetiker                                                                          | 82    |       |
| 23. März | Dorit Wahl                     | deutsche Politikerin                                                                                 | 83    |       |
| 22. März | Tovia Ben-Chorin               | israelisch-deutscher Rabbiner                                                                        | 86    |       |
| 22. März | Fabrizio Bisconti              | italienischer Philologe und Archäologe                                                               | 67    |       |
| 22. März | Gert Braun                     | deutscher Journalist                                                                                 | 98    |       |
| 22. März | John Bunzl                     | österreichischer Politikwissenschafter                                                               | 76    |       |
| 22. März | Robert D. Cess                 | US-amerikanischer Geowissenschaftler                                                                 | 89    |       |
| 22. März | Trevor Colman                  | britischer Politiker                                                                                 | 80    |       |
| 22. März | Miriam Dell                    | neuseeländische Frauenrechtlerin                                                                     | 97    |       |
| 22. März | Oskar Höfinger                 | österreichischer Bildhauer, Maler und Zeichner                                                       | 86    |       |
| 22. März | Elspeth Howe                   | britische Peeress                                                                                    | 90    |       |
| 22. März | Alexander Lubina               | deutscher Leichtathlet                                                                               | 42    |       |
| 22. März | Edmund Piszcz                  | polnischer Erzbischof                                                                                | 92    |       |
| 22. März | Leo Plettner                   | deutscher Dirigent                                                                                   | 81    |       |
| 22. März | Mohammad Mohammadi Reyschahri  | iranischer Politiker                                                                                 | 75    |       |
| 22. März | Rick Sutherland                | US-amerikanischer Automobilrennfahrer                                                                | 65    |       |
| 22. März | Tommy Tokyo                    | norwegischer Musiker                                                                                 | 50    |       |
| 21. März | Jus Aleschkowski               | sowjetisch-US-amerikanischer Schriftsteller                                                          | 92    |       |
| 21. März | Waldemar Bergendahl            | schwedischer Filmproduzent, -regisseur und Drehbuchautor                                             | 88    |       |
| 21. März | Giorgio Buratti                | italienischer Jazz-Bassist                                                                           | 86    |       |
| 21. März | Samuel Cabrera                 | kolumbianischer Radrennfahrer                                                                        | 61    |       |
| 21. März | Yvan Colonna                   | korsischer Nationalist                                                                               | 61    |       |
| 21. März | Maggie Fox                     | britische Schauspielerin                                                                             | ?     |       |
| 21. März | Alfred Gleißner                | deutscher Theologe                                                                                   | 92    |       |
| 21. März | Martin Hampl                   | tschechischer Geograph                                                                               | 81    |       |
| 21. März | Kip Hawley                     | US-amerikanischer Regierungsbeamter                                                                  | 68    |       |
| 21. März | Marvin Jackson                 | US-amerikanischer Rockabilly- und Country-Musiker                                                    | 86    |       |
| 21. März | Lee Koppelman                  | US-amerikanischer Stadtplaner                                                                        | 94    |       |
| 21. März | Soumeylou Boubèye Maïga        | malischer Politiker                                                                                  | 67    |       |
| 21. März | Eva-Ingeborg Scholz            | deutsche Schauspielerin                                                                              | 94    |       |
| 21. März | Witali Melnikow                | sowjetischer bzw. russischer Filmregisseur                                                           | 93    |       |
| 21. März | Horst Saalfeld                 | deutscher Mineraloge und Kristallograph                                                              | 101   |       |
| 21. März | Rodolfo Sacco                  | italienischer Rechtswissenschaftler                                                                  | 98    |       |
| 21. März | Raymond Séguy                  | französischer Bischof                                                                                | 92    |       |
| 21. März | Hubert Taferner                | österreichischer Architekt und Grafiker                                                              | 96    |       |
| 21. März | Fevzi Zemzem                   | türkischer Fußballspieler und -trainer                                                               | 80    |       |
| 20. März | Gastão Cruz                    | portugiesischer Lyriker, Übersetzer und Kritiker                                                     | 80    |       |
| 20. März | Bernd T. Dibbern               | deutscher Unternehmer                                                                                | 80    |       |
| 20. März | Siegrid Ernst                  | deutsche Komponistin und Musikpädagogin                                                              | 93    |       |
| 20. März | Marina Goldowskaja             | russisch-US-amerikanische Dokumentarfilmerin                                                         | 80    |       |
| 20. März | Eric Hall                      | britischer Leichtathlet                                                                              | 89    |       |
| 20. März | Eva Heidemann                  | deutsche Politikerin                                                                                 | 88    |       |
| 20. März | Adriana E. Hoffmann            | chilenische Biologin und Politikerin                                                                 | 82    |       |
| 20. März | Joachim Jansong                | deutscher Grafiker und Fotografiker                                                                  | 80    |       |
| 20. März | Otto Ernst Kempen              | deutscher Rechtswissenschaftler                                                                      | 79    |       |
| 20. März | Richard Labonté                | kanadischer Autor, Journalist und Literaturkritiker                                                  | 72    |       |
| 20. März | Daria Nałęcz                   | polnische Historikerin und Archivarin                                                                | 70    |       |
| 20. März | Miguel Navarro                 | spanischer Marathonläufer                                                                            | 92    |       |
| 20. März | Piet Paulusma                  | niederländischer Wettermoderator                                                                     | 65    |       |
| 20. März | Jan Pieszko                    | polnischer Fußballspieler                                                                            | 80    |       |
| 20. März | Peter Raacke                   | deutscher Produktdesigner                                                                            | 93    |       |
| 20. März | Sara Suleri Goodyear           | pakistanisch-US-amerikanische Schriftstellerin und Anglistin                                         | 68    |       |
| 20. März | Gaétan Turcotte                | kanadischer Wasserballspieler                                                                        | 67    |       |
| 20. März | Reine Wisell                   | schwedischer Rennfahrer                                                                              | 80    |       |
| 20. März | Gerda Zellentin                | deutsche Politikwissenschaftlerin                                                                    | 88    |       |
| 19. März | Shahabuddin Ahmed              | bangladeschischer Jurist und Politiker                                                               | 92    |       |
| 19. März | Federico Martín Aramburú       | argentinischer Rugbyspieler                                                                          | 42    |       |
| 19. März | Pierre Carron                  | französischer Künstler                                                                               | 89    |       |
| 19. März | Lyell Cresswell                | neuseeländischer Komponist                                                                           | 77    |       |
| 19. März | Vernon Gerard                  | neuseeländischer Geophysiker                                                                         | 97    |       |
| 19. März | Dilara Hashem                  | bangladeschische Schriftstellerin                                                                    | 85    |       |
| 19. März | Lothar Hyss                    | deutscher Historiker                                                                                 | 62    |       |
| 19. März | Povilas Jakučionis             | litauischer Politiker                                                                                | 90    |       |
| 19. März | Knut Kiesant                   | deutscher Germanist                                                                                  | 78    |       |
| 19. März | He Luli                        | chinesische Medizinerin und Politikerin                                                              | 87    |       |
| 19. März | Michail Jurowski               | sowjetischer bzw. russischer Dirigent                                                                | 76    |       |
| 19. März | Claus Kilian                   | deutscher bildender Künstler und katholischer Diakon                                                 | 93    |       |
| 19. März | Scoey Mitchell                 | US-amerikanischer Schauspieler, Fernsehautor und -regisseur                                          | 92    |       |
| 19. März | Josef Modl                     | österreichischer Politiker                                                                           | 90    |       |
| 19. März | Pierre Naftule                 | Schweizer Schriftsteller, Fernsehproduzent und -regisseur                                            | 61    |       |
| 19. März | Bruce Rigsby                   | amerikanisch-australischer Anthropologe                                                              |       |       |
| 19. März | Yvonne Schütze                 | deutsche Soziologin                                                                                  | 81    |       |
| 18. März | Oleksij Bacharew               | ukrainischer Fußballspieler                                                                          | 45    |       |
| 18. März | John Clayton                   | US-amerikanischer Sportjournalist                                                                    | 67    |       |
| 18. März | Ezio Damolin                   | italienischer Skispringer und Nordischer Kombinierer                                                 | 77    |       |
| 18. März | Murray Day                     | neuseeländischer Sportfunktionär                                                                     | 90    |       |
| 18. März | Alfons Dirnberger              | österreichischer Fußballspieler                                                                      | 80    |       |
| 18. März | Olav Eldholm                   | norwegischer Geologe und Geophysiker                                                                 | 80    |       |
| 18. März | Honor Funk                     | deutscher Politiker                                                                                  | 91    |       |
| 18. März | Glen Glenn                     | US-amerikanischer Rockabilly-Sänger                                                                  | 87    |       |
| 18. März | Goonew                         | US-amerikanischer Rapper                                                                             | 24    |       |
| 18. März | Leonard Gustafson              | kanadischer Politiker                                                                                | 88    |       |
| 18. März | Rigolf Hennig                  | deutscher Mediziner und rechtsextremer Publizist                                                     | 86    |       |
| 18. März | Dieter Hermann                 | deutscher Leichtathlet und Trainer                                                                   | 80    |       |
| 18. März | Oddrun Hokland                 | norwegische Leichtathletin                                                                           | 79    |       |
| 18. März | Chaim Kaniewski                | israelischer Rabbiner und Gelehrter                                                                  | 94    |       |
| 18. März | John Larsson                   | schwedischer General                                                                                 | 83    |       |
| 18. März | Nan Manville                   | südafrikanische Fotografin                                                                           | 72    |       |
| 18. März | Bernabé Martí                  | spanischer Opernsänger                                                                               | 93    |       |
| 18. März | Walter Ott                     | Schweizer Rechtswissenschaftler                                                                      | 79    |       |
| 18. März | Borys Romantschenko            | ukrainischer Ingenieur und KZ-Überlebender                                                           | 96    |       |
| 18. März | Thomas Röpke                   | deutscher Mediziner                                                                                  | 87    |       |
| 18. März | Christa Springe                | deutsche Pastorin und Autorin                                                                        | 95    |       |
| 18. März | Hannes Stütz                   | deutscher Kabarettist und Liedermacher                                                               | 85    |       |
| 18. März | Budi Tek                       | chinesisch-indonesischer Unternehmer, Philanthrop und Kunstsammler                                   | 65    |       |
| 18. März | Nicole Walter-Lingen           | deutsche Buch- und Drehbuchautorin                                                                   | ?     |       |
| 18. März | Eugen-Georg Woschni            | deutscher Nachrichtentechniker und Hochschullehrer                                                   | 93    |       |
| 18. März | Don Young                      | US-amerikanischer Politiker                                                                          | 88    |       |
| 17. März | Christopher Alexander          | britisch-US-amerikanischer Architekt und Designtheoretiker                                           | 85    |       |
| 17. März | Peter Bowles                   | britischer Schauspieler                                                                              | 85    |       |
| 17. März | Pascual Condito                | italienisch-argentinischer Filmverleiher, -produzent und -förderer                                   | 73    |       |
| 17. März | Clemens Cornielje              | niederländischer Politiker                                                                           | 63    |       |
| 17. März | Jean-Pierre Demailly           | französischer Mathematiker                                                                           | 64    |       |
| 17. März | Matthias Eberle                | deutscher Kunsthistoriker                                                                            | 77    |       |
| 17. März | Franz Eng                      | Schweizer Politiker                                                                                  | 93    |       |
| 17. März | Dru C. Gladney                 | US-amerikanischer Anthropologe                                                                       | 65    |       |
| 17. März | Eugene E. Habiger              | US-amerikanischer Offizier, General der US Air Force                                                 | 82    |       |
| 17. März | Bernd Holzgruber               | österreichischer Gitarrenbauer                                                                       | 82    |       |
| 17. März | Knut Ipsen                     | deutscher Jurist                                                                                     | 86    |       |
| 17. März | Gérard Jacques                 | belgischer Botschafter                                                                               | 93    |       |
| 17. März | Paul Kleihues                  | deutscher Mediziner                                                                                  | 85    |       |
| 17. März | Jaroslav Kurzweil              | tschechoslowakischer Mathematiker                                                                    | 95    |       |
| 17. März | Anthony Nash                   | britischer Bobfahrer                                                                                 | 85    |       |
| 17. März | Oksana Schwez                  | ukrainische Schauspielerin                                                                           | 67    |       |
| 17. März | Jean Simonet                   | belgischer Marathonläufer                                                                            | 94    |       |
| 17. März | Siegfried Steiger              | deutscher Stiftungsgründer                                                                           | 92    |       |
| 16. März | Elisabeth Baudisch             | österreichische Architektin, Fotografin, Pädagogin und Mäzenin                                       | 92    |       |
| 16. März | Denis Baylor                   | US-amerikanischer Neurobiologe                                                                       | 82    |       |
| 16. März | Eberhard L. Betz               | deutscher Physiologe                                                                                 | 95    |       |
| 16. März | Egidius Braun                  | deutscher Fußballfunktionär                                                                          | 97    |       |
| 16. März | Piet Bukman                    | niederländischer Politiker                                                                           | 88    |       |
| 16. März | Walter Coblenz                 | US-amerikanischer Filmproduzent                                                                      | 93    |       |
| 16. März | William John Ellison           | britischer Mathematiker                                                                              | ≈78   |       |
| 16. März | Victor H. Fazio                | US-amerikanischer Politiker                                                                          | 79    |       |
| 16. März | Dzintars Jaundžeikars          | lettischer Politiker                                                                                 | 66    |       |
| 16. März | Fikret Karčić                  | bosnischer Rechtshistoriker                                                                          | 66    |       |
| 16. März | Hans Kolo                      | deutscher Politiker                                                                                  | 84    |       |
| 16. März | Richard Lipez                  | US-amerikanischer Journalist und Schriftsteller                                                      | 83    |       |
| 16. März | Margaret M. McGowan            | britische Historikerin                                                                               | 90    |       |
| 16. März | Barbara Morrison               | US-amerikanische Sängerin                                                                            | 72    |       |
| 16. März | Karl Rainer                    | österreichischer Gewerkschafter und Politiker                                                        | 85    |       |
| 16. März | Pervis Spann                   | US-amerikanischer Radiomoderator, Konzertveranstalter, Clubeigentümer und Manager                    | 89    |       |
| 16. März | Kunimitsu Takahashi            | japanischer Motorrad- und Automobilrennfahrer                                                        | 82    |       |
| 16. März | Ralph Terry                    | US-amerikanischer Baseballspieler                                                                    | 86    |       |
| 15. März | Lauro Cavazos                  | US-amerikanischer Politiker und Hochschullehrer                                                      | 95    |       |
| 15. März | Herwig Friedl                  | deutscher Amerikanist                                                                                | 78    |       |
| 15. März | C. William Gear                | britisch-US-amerikanischer Mathematiker und Informatiker                                             | 87    |       |
| 15. März | Dennis González                | US-amerikanischer Jazz-Trompeter                                                                     | 67    |       |
| 15. März | Jürgen W. Heike                | deutscher Politiker                                                                                  | 73    |       |
| 15. März | Barbara Maier Gustern          | US-amerikanische Gesangspädagogin                                                                    | 87    |       |
| 15. März | Joan McLagan                   | kanadische Schwimmerin                                                                               | 99    |       |
| 15. März | Oleg Mitjajew                  | russischer General                                                                                   | 47    |       |
| 15. März | Nina Novak                     | polnische Balletttänzerin                                                                            | 94    |       |
| 15. März | Eugene N. Parker               | US-amerikanischer Astrophysiker                                                                      | 94    |       |
| 15. März | Jean Potvin                    | kanadischer Eishockeyspieler                                                                         | 72    |       |
| 15. März | Heinz-Hugo Röwer               | deutscher Jurist und Verwaltungsbeamter                                                              | 92    |       |
| 15. März | Ann Savo                       | finnische Schauspielerin                                                                             | 89    |       |
| 14. März | Henning Boëtius                | deutscher Schriftsteller                                                                             | 82    |       |
| 14. März | Gianluca Ferraris              | italienischer Schriftsteller, Kolumnist und Medienwissenschaftler                                    | 45    |       |
| 14. März | Charles Greene                 | US-amerikanischer Leichtathlet                                                                       | 76    |       |
| 14. März | Paul Gugelmann                 | Schweizer Künstler                                                                                   | 92    |       |
| 14. März | Scott Hall                     | US-amerikanischer Wrestler                                                                           | 63    |       |
| 14. März | Kumudben Joshi                 | indische Politikerin                                                                                 | 88    |       |
| 14. März | José Martins                   | portugiesischer Ordensgeistlicher                                                                    | 80    |       |
| 14. März | Jorge Silva Melo               | portugiesischer Regisseur, Schauspieler, Drehbuchautor und Kritiker                                  | 73    |       |
| 14. März | José Ramiro Pellecer Samayoa   | guatemaltekischer Weihbischof                                                                        | 92    |       |
| 14. März | Ľubo Roman                     | slowakischer Schauspieler und Politiker                                                              | 77    |       |
| 14. März | Akira Takarada                 | japanischer Schauspieler                                                                             | 87    |       |
| 14. März | Gerhard Treutlein              | deutscher Sportpädagoge und Dopinggegner                                                             | 81    |       |
| 14. März | Steve Wilhite                  | US-amerikanischer Informatiker                                                                       | 74    |       |
| 13. März | Algimantas Baltakis            | litauischer Dichter, Literaturkritiker, Redakteur und Übersetzer                                     | 92    |       |
| 13. März | Mino Bellei                    | italienischer Schauspieler und Regisseur                                                             | 85    |       |
| 13. März | Erhard Busek                   | österreichischer Politiker                                                                           | 80    |       |
| 13. März | Friedrich Karl von Eggeling    | deutscher Forstrat, Naturschützer und Schriftsteller                                                 | 97    |       |
| 13. März | Markus Eicher                  | deutscher Eisschnellläufer und Eisschnelllauf-Trainer                                                | 67    |       |
| 13. März | Vic Elford                     | britischer Automobilrennfahrer                                                                       | 86    |       |
| 13. März | Thomas Ferbel                  | US-amerikanischer Physiker                                                                           | 84    |       |
| 13. März | Heinz Fiedler                  | deutscher Diplomat                                                                                   | 93    |       |
| 13. März | Horst Glassl                   | deutscher Historiker                                                                                 | 88    |       |
| 13. März | Maureen Howard                 | US-amerikanische Schriftstellerin                                                                    | 91    |       |
| 13. März | William Hurt                   | US-amerikanischer Schauspieler                                                                       | 71    |       |
| 13. März | Bernard Nussbaum               | US-amerikanischer Jurist und Rechtsberater                                                           | 84    |       |
| 13. März | Adam Odzimek                   | polnischer Bischof                                                                                   | 77    |       |
| 13. März | Brent Renaud                   | US-amerikanischer Journalist, Autor, Dokumentarfilmer und Fotojournalist                             | 50    |       |
| 13. März | Leon Schwarzbaum               | deutsch-polnischer Holocaustüberlebender                                                             | 101   |       |
| 13. März | Klaus Peter Steiger            | deutscher Anglist und Hochschullehrer                                                                | 85    |       |
| 13. März | Neithardt Völker               | deutscher Politiker                                                                                  | 88    |       |
| 13. März | Akihiro Wada                   | japanischer Manager                                                                                  | 88    |       |
| 13. März | Pierre Zakrzewski              | US-amerikanischer Journalist und Kameramann                                                          | 55    |       |
| 12. März | Traci Braxton                  | US-amerikanische Sängerin, Schauspielerin und Hörfunkmoderatorin                                     | 50    |       |
| 12. März | Tacettin Ergürsel              | türkischer Fußballspieler                                                                            | 71    |       |
| 12. März | Otto Eschweiler                | deutscher Kammerfunktionär                                                                           | 90    |       |
| 12. März | Anton Fischhaber               | deutscher Automobilrennfahrer                                                                        | 81    |       |
| 12. März | Vera Gissing                   | tschechisch-britische Schriftstellerin und Holocaust-Überlebende                                     | 93    |       |
| 12. März | Gertraud Gruber                | deutsche Kosmetikerin und Unternehmerin                                                              | 100   |       |
| 12. März | Karl Gruber                    | italienischer Geistlicher, Theologe und Kunsthistoriker                                              | 79    |       |
| 12. März | Jerzy Gurawski                 | polnischer Architekt                                                                                 | 86    |       |
| 12. März | Henry Herscovici               | israelischer Sportschütze                                                                            | 95    |       |
| 12. März | Marvin Jones                   | US-amerikanischer Jazzmusiker                                                                        | 61    |       |
| 12. März | Pentti Karvonen                | finnischer Leichtathlet                                                                              | 90    |       |
| 12. März | Şerafettin Kaya                | kurdischer Rechtsanwalt                                                                              | 92    |       |
| 12. März | Otto Ernst Krasney             | deutscher Richter                                                                                    | 89    |       |
| 12. März | Alain Krivine                  | französischer Politiker                                                                              | 80    |       |
| 12. März | Silvia Laubenbacher            | deutsche Rundfunkmoderatorin                                                                         | 56    |       |
| 12. März | Carlos Martins                 | portugiesischer Journalist                                                                           | 75    |       |
| 12. März | Fujiya Matsumoto               | japanischer Regattasegler                                                                            | 89    |       |
| 12. März | Christof Müller-Wirth          | deutscher Verleger                                                                                   | 91    |       |
| 12. März | Karl Offmann                   | mauritischer Politiker                                                                               | 81    |       |
| 12. März | Christian Pfeiffer             | deutscher Motorradsportler                                                                           | 51    |       |
| 12. März | Biagio Proietti                | italienischer Drehbuchautor und Filmregisseur                                                        | 81    |       |
| 12. März | Günther Schwarz                | deutscher Politiker                                                                                  | 80    |       |
| 12. März | Pete St. John                  | irischer Folk-Musiker                                                                                | 90    |       |
| 12. März | Av Westin                      | US-amerikanischer Fernsehproduzent                                                                   | 92    |       |
| 12. März | Jessica Williams               | US-amerikanische Jazzpianistin                                                                       | 73    |       |
| 12. März | Max Zihlmann                   | Schweizer Drehbuchautor                                                                              | 86    |       |
| 11. März | Rupiah Banda                   | sambischer Politiker                                                                                 | 85    |       |
| 11. März | Thomas Banholzer               | deutscher Jazztrompeter                                                                              | 67    |       |
| 11. März | Frank De Coninck               | belgischer Diplomat                                                                                  | 77    |       |
| 11. März | Paul Genevay                   | französischer Leichtathlet                                                                           | 83    |       |
| 11. März | John Jakes                     | US-amerikanischer Schriftsteller                                                                     | 90    |       |
| 11. März | Jun Kondō                      | japanischer Physiker                                                                                 | 92    |       |
| 11. März | João Evangelista Martins Terra | brasilianischer Bischof                                                                              | 97    |       |
| 11. März | Michelle Materre               | US-amerikanische Filmverleiherin                                                                     | 67    |       |
| 11. März | Ines Lindner                   | deutsche Kunsthistorikerin und Autorin                                                               | 69    |       |
| 11. März | Johannes Löhn                  | deutscher Bergingenieur und Politiker                                                                | 95    |       |
| 11. März | Barbara Nauheimer              | deutsche Diplom-Psychologin und Politikerin                                                          | ≈72   |       |
| 11. März | Otto Sticher                   | Schweizer Pharmazeut und Hochschullehrer                                                             | 85    |       |
| 11. März | Timmy Thomas                   | US-amerikanischer Musiker                                                                            | 77    |       |
| 11. März | Manfred Thon                   | deutscher Politiker                                                                                  | 86    |       |
| 11. März | Nebojša Vučićević              | jugoslawischer bzw. serbischer Fußballspieler und -trainer                                           | 59    |       |
| 11. März | Josef Walch                    | deutscher Schulbuchautor und Kunstdidaktiker                                                         | 75    |       |
| 10. März | Jauhen Bjalassin               | belarussischer Germanist, Übersetzer und Journalist                                                  | 67    |       |
| 10. März | Emilio Delgado                 | mexikanisch-US-amerikanischer Schauspieler                                                           | 81    |       |
| 10. März | Ernst Dossmann                 | deutscher Architekt und Heimatpfleger                                                                | 95    |       |
| 10. März | Sally Dundas                   | britisch-kanadische Filmproduzentin                                                                  | 69    |       |
| 10. März | John Huxtable Elliott          | britischer Historiker                                                                                | 91    |       |
| 10. März | Annie Flanders                 | US-amerikanische Herausgeberin                                                                       | 82    |       |
| 10. März | Wladimir Petrowitsch Frolow    | russischer Generalmajor                                                                              | 55    |       |
| 10. März | León Genuth                    | argentinischer Ringer                                                                                | 90    |       |
| 10. März | Peter Ghyczy                   | deutsch-ungarischer Designer                                                                         | 81    |       |
| 10. März | Jürgen Grabowski               | deutscher Fußballspieler                                                                             | 77    |       |
| 10. März | Rüstəm İbrahimbəyov            | aserbaidschanischer Schriftsteller, Drehbuchautor und Filmproduzent                                  | 83    |       |
| 10. März | Katja Kamm                     | deutsche Bilderbuchillustratorin und -autorin                                                        | 52    |       |
| 10. März | Magne Landrø                   | norwegischer Sportschütze                                                                            | 84    |       |
| 10. März | Robert W. Lucky                | US-amerikanischer Elektroingenieur                                                                   | 86    |       |
| 10. März | Willibald Mannes               | deutscher Zimmermann, Architekt und Autor                                                            | 96    |       |
| 10. März | Hiram Maristany                | US-amerikanischer Fotojournalist                                                                     | 76    |       |
| 10. März | Bobbie Nelson                  | US-amerikanische Pianistin                                                                           | 91    |       |
| 10. März | Odalis Pérez                   | dominikanischer Baseballspieler                                                                      | 44    |       |
| 10. März | Gerd Potyka                    | deutscher Regisseur und Schauspieler                                                                 | 90    |       |
| 10. März | Wilhelm Ripl                   | österreichischer Landschaftsökologe, Süßwasserökologe und Hochschullehrer                            | 84    |       |
| 10. März | Annerose Schmidt               | deutsche Pianistin                                                                                   | 85    |       |
| 10. März | Alena Šrámková                 | tschechische Architektin                                                                             | 92    |       |
| 10. März | Erhard Steinert                | deutscher Politiker                                                                                  | 70    |       |
| 10. März | Mario Terán                    | bolivianischer Militär und Mörder                                                                    | 79    |       |
| 10. März | Eva Zaoralová                  | tschechische Filmkritikerin                                                                          | 89    |       |
| 9. März  | Aijaz Ahmad                    | pakistanischer Literaturwissenschaftler                                                              | ≈81   |       |
| 9. März  | Richie Allen                   | US-amerikanischer Surf-Sound-Musiker                                                                 | 86    |       |
| 9. März  | Patricia Ascuasiati            | dominikanische Tänzerin, Choreografin und Schauspielerin                                             | 63    |       |
| 9. März  | Justice Christopher            | nigerianischer Fußballspieler                                                                        | 40    |       |
| 9. März  | Inge Deutschkron               | deutsche Journalistin und Holocaust-Überlebende                                                      | 99    |       |
| 9. März  | Yves Guérin-Sérac              | französischer Aktivist                                                                               | 95    |       |
| 9. März  | Irma Hildebrandt               | Schweizer Schriftstellerin                                                                           | 86    |       |
| 9. März  | John Korty                     | US-amerikanischer Filmregisseur, Drehbuchautor und Kameramann                                        | 85    |       |
| 9. März  | Jimmy Lydon                    | US-amerikanischer Schauspieler                                                                       | 98    |       |
| 9. März  | Burton L. Mack                 | US-amerikanischer Theologe                                                                           | 90    |       |
| 9. März  | Daniel Nevers                  | französischer Musikhistoriker und -produzent                                                         | 75    |       |
| 9. März  | Donald Pinkel                  | US-amerikanischer Kinderarzt und Leukämieforscher                                                    | 95    |       |
| 9. März  | Hans Poser                     | deutscher Philosoph                                                                                  | 84    |       |
| 9. März  | Wladislaw Schut                | britisch-russischer Komponist                                                                        | 81    |       |
| 9. März  | Mariana Vera                   | argentinische Verlegerin                                                                             | 51    |       |
| 8. März  | Nelson W. Aldrich Jr.          | US-amerikanischer Herausgeber und Autor                                                              | 86    |       |
| 8. März  | David Bennett                  | US-amerikanischer Transplantationspatient                                                            | 57    |       |
| 8. März  | Sigi Bergmann                  | österreichischer Sportreporter                                                                       | 84    |       |
| 8. März  | Tomás Boy                      | mexikanischer Fußballspieler                                                                         | 69    |       |
| 8. März  | Peter Brändel                  | deutscher Fußballspieler                                                                             | 78    |       |
| 8. März  | René Clemencic                 | österreichischer Komponist, Musiker und Musikwissenschafter                                          | 94    |       |
| 8. März  | Margaret Farrow                | US-amerikanische Politikerin                                                                         | 87    |       |
| 8. März  | Johnny Grier                   | US-amerikanischer American-Football-Schiedsrichter                                                   | 74    |       |
| 08. März | Hubert Hanghofer               | österreichischer Künstler                                                                            | 71    |       |
| 8. März  | Ad Havermans                   | niederländischer Politiker                                                                           | 87    |       |
| 8. März  | Jakob Jež                      | jugoslawischer bzw. slowenischer Komponist und Musikwissenschaftler                                  | 93    |       |
| 8. März  | Fernando Carlos Maletti        | argentinischer Bischof                                                                               | 72    |       |
| 8. März  | Sergei Mandreko                | tadschikisch-russischer Fußballspieler                                                               | 50    |       |
| 8. März  | Leo Marx                       | US-amerikanischer Historiker                                                                         | 102   |       |
| 8. März  | Ron Miles                      | US-amerikanischer Jazztrompeter                                                                      | 58    |       |
| 8. März  | John Murphy                    | US-amerikanischer Jazzmusiker und Musikethnologe                                                     | 60    |       |
| 8. März  | Gyo Obata                      | US-amerikanischer Architekt                                                                          | 99    |       |
| 8. März  | John Parlett                   | britischer Leichtathlet                                                                              | 96    |       |
| 8. März  | Ron Pember                     | britischer Schauspieler und Bühnenautor                                                              | 87    |       |
| 8. März  | Helmut R. Salzmann             | deutscher Mathematiker                                                                               | 91    |       |
| 8. März  | Julija Sdanowska               | ukrainische Mathematikerin und Lehrerin                                                              | 21    |       |
| 8. März  | Maria Dorothea Simon           | österreichische Sozialwissenschaftlerin                                                              | 103   |       |
| 8. März  | Isao Suzuki                    | japanischer Jazzmusiker                                                                              | 89    |       |
| 8. März  | Jakob Tholund                  | deutscher Schriftsteller                                                                             | 93    |       |
| 8. März  | Dessislaw Tschukolow           | bulgarischer Politiker                                                                               | 47    |       |
| 8. März  | Yuriko                         | US-amerikanische Tänzerin und Choreografin                                                           | 102   |       |
| 7. März  | Paul Anderson                  | britischer Regattasegler                                                                             | 87    |       |
| 7. März  | Berkrerk Chartvanchai          | thailändischer Boxer                                                                                 | 77    |       |
| 7. März  | Renny Cushing                  | US-amerikanischer Politiker                                                                          | 69    |       |
| 7. März  | Avraham Hirschson              | israelischer Politiker                                                                               | 81    |       |
| 7. März  | Lamin Waa Juwara               | gambischer Politiker                                                                                 | 79    |       |
| 7. März  | Gustav Lange                   | deutscher Landschaftsarchitekt                                                                       | 83    |       |
| 7. März  | Oleksandr Martschenko          | ukrainischer Politiker                                                                               | 57    |       |
| 7. März  | Wendelin Niedlich              | deutscher Buchhändler und Galerist                                                                   | 94    |       |
| 7. März  | Sumy Sadurni                   | spanische Fotojournalistin                                                                           | 32    |       |
| 7. März  | Jarkko Sipilä                  | finnischer Schriftsteller                                                                            | 57    |       |
| 7. März  | Dieter Strenitz                | österreichischer Politiker und Jurist                                                                | 81    |       |
| 7. März  | Rafiq Tarar                    | pakistanischer Jurist und Politiker                                                                  | 92    |       |
| 7. März  | Detlev von Uslar               | deutscher Psychologe und Philosoph                                                                   | 95    |       |
| 7. März  | Héctor Eduardo Vargas Bastidas | chilenischer Bischof                                                                                 | 70    |       |
| 7. März  | Zhou Guangren                  | chinesische Pianistin                                                                                | 93    |       |
| 6. März  | José de Oliveira Ascensão      | portugiesischer Rechtswissenschaftler                                                                | 89    |       |
| 6. März  | Robbie Brightwell              | britischer Leichtathlet                                                                              | 82    |       |
| 6. März  | Ernst Bucher                   | Schweizer Physiker                                                                                   | 87    |       |
| 6. März  | Renael González                | kubanischer Dichter, Erzähler und Maler                                                              | 77    |       |
| 6. März  | Margit Korondi                 | ungarische Kunstturnerin                                                                             | 89    |       |
| 6. März  | Pawlo Li                       | ukrainischer Schauspieler                                                                            | 33    |       |
| 6. März  | Frank O’Farrell                | irischer Fußballspieler und -trainer                                                                 | 94    |       |
| 6. März  | Engelbert Oxenfort             | deutscher Karnevalist                                                                                | 86    |       |
| 6. März  | Volker Elis Pilgrim            | deutscher Schriftsteller                                                                             | 79    |       |
| 6. März  | Alfonso Quaranta               | italienischer Jurist                                                                                 | 87    |       |
| 6. März  | Andrew Reddy                   | irischer Boxer                                                                                       | 89    |       |
| 6. März  | Pau Riba                       | spanischer Sänger, Komponist, Gitarrist und Schriftsteller                                           | 73    |       |
| 6. März  | Thomas Rohlen                  | US-amerikanischer Anthropologe                                                                       | 81    |       |
| 6. März  | Hans-Dieter Roser              | österreichischer Historiker, Germanist, Musik- und Theaterwissenschaftler, Dramaturg sowie Disponent | 81    |       |
| 6. März  | László Trunkó                  | ungarischer Geologe                                                                                  | 86    |       |
| 6. März  | Giuseppe Wilson                | italienischer Fußballspieler                                                                         | 76    |       |
| 5. März  | Hans-Jürgen Beug               | deutscher Botaniker                                                                                  | 90    |       |
| 5. März  | Albrecht Böhm                  | deutscher Physiker                                                                                   | 82    |       |
| 5. März  | Werner Brändle                 | deutscher Theologe und Literaturwissenschaftler                                                      | 80    |       |
| 5. März  | Agostino Cacciavillan          | italienischer Kurienkardinal                                                                         | 95    |       |
| 5. März  | Dennis Cunningham              | US-amerikanischer Jurist                                                                             | 86    |       |
| 5. März  | Norbert Greinacher             | deutscher Theologe                                                                                   | 90    |       |
| 5. März  | Antonio Martino                | italienischer Politiker                                                                              | 79    |       |
| 5. März  | Immanuel Ngatjizeko            | namibischer Politiker                                                                                | 69    |       |
| 5. März  | Rolf Pawellek                  | deutscher Fußballspieler                                                                             | 82    |       |
| 5. März  | Sally Schmitt                  | US-amerikanische Gastronomin                                                                         | 90    |       |
| 5. März  | Katharina Steib                | Schweizer Architektin                                                                                | 86    |       |
| 5. März  | Nils Dag Strømme               | norwegischer Boxer                                                                                   | 76    |       |
| 5. März  | Jörg Trapp                     | deutscher Basketballspieler, -trainer und -funktionär                                                | 79    |       |
| 5. März  | James W. Truran                | US-amerikanischer Physiker                                                                           | 81    |       |
| 4. März  | Anne Beaumanoir                | französische Neurologin, Neurophysiologin, Epileptologin, Judenretterin und Résistance-Kämpferin     | 98    |       |
| 4. März  | Ferruccio Castronuovo          | italienischer Regisseur                                                                              | 81    |       |
| 4. März  | Wilhelm Huberts                | österreichischer Fußballspieler                                                                      | 84    |       |
| 4. März  | Elsa Klensch                   | australisch-US-amerikanische Modejournalistin                                                        | 89    |       |
| 4. März  | Colin Lewis                    | britischer Radrennfahrer                                                                             | 79    |       |
| 4. März  | Peter Marcuse                  | deutsch-US-amerikanischer Stadtplaner                                                                | 93    |       |
| 4. März  | Paula Marosi                   | ungarische Fechterin                                                                                 | 85    |       |
| 4. März  | Sunith Francis Rodrigues       | indischer General und Politiker                                                                      | 88    |       |
| 4. März  | Mitchell Ryan                  | US-amerikanischer Schauspieler                                                                       | 88    |       |
| 4. März  | Shane Warne                    | australischer Cricketspieler                                                                         | 52    |       |
| 3. März  | Josef Bauer                    | österreichischer Künstler                                                                            | 88    |       |
| 3. März  | Şenol Birol                    | türkischer Fußballspieler                                                                            | 84    |       |
| 3. März  | Yuan-Shih Chow                 | chinesisch-US-amerikanischer Mathematiker                                                            | 97    |       |
| 3. März  | Tim Considine                  | US-amerikanischer Schauspieler                                                                       | 81    |       |
| 3. März  | Andy Fischli                   | Schweizer Comiczeichner und Illustrator                                                              | 48    |       |
| 3. März  | Christian Futterknecht         | österreichischer Schauspieler                                                                        | 76    |       |
| 3. März  | Thomas B. Hayward              | US-amerikanischer Admiral                                                                            | 97    |       |
| 3. März  | Bruce Johnstone                | südafrikanischer Automobilrennfahrer                                                                 | 85    |       |
| 3. März  | Niels Keiding                  | dänischer Biostatistiker                                                                             | 77    |       |
| 3. März  | Lüder Lüers                    | deutscher Philanthrop und Vereinsfunktionär                                                          | 95    |       |
| 3. März  | Walter Mears                   | US-amerikanischer Journalist                                                                         | 87    |       |
| 3. März  | Bruno Saul                     | sowjetischer Politiker                                                                               | 90    |       |
| 3. März  | Bent Sørensen                  | dänischer Schachspieler                                                                              | 78    |       |
| 3. März  | Heinz Wassermann               | deutscher Fußballspieler                                                                             | 82    |       |
| 3. März  | Maryan Wisnieski               | französischer Fußballspieler                                                                         | 85    |       |
| 3. März  | Dean Woods                     | australischer Radsportler                                                                            | 55    |       |
| 2. März  | Willi A. Boelcke               | deutscher Publizist und Historiker                                                                   | 92    |       |
| 2. März  | Johnny Brown                   | US-amerikanischer Komiker, Sänger und Schauspieler                                                   | 84    |       |
| 2. März  | Yosef Carmon                   | israelischer Schauspieler und Theaterregisseur                                                       | 88    |       |
| 2. März  | Robert Cohen                   | französischer Boxer                                                                                  | 91    |       |
| 2. März  | Ulrich Drobnig                 | deutscher Rechtswissenschaftler                                                                      | 93    |       |
| 2. März  | Kenneth Duberstein             | US-amerikanischer Politikberater                                                                     | 77    |       |
| 2. März  | Thomas Fanger                  | deutscher Musiker                                                                                    | 59    |       |
| 2. März  | Leni Fischer                   | deutsche Politikerin                                                                                 | 86    |       |
| 2. März  | Eberhard Goldhahn              | deutscher Jurist und Politiker                                                                       | 94    |       |
| 2. März  | Jan Groth                      | norwegischer Maler                                                                                   | 83    |       |
| 2. März  | Bill Jolitz                    | US-amerikanischer Softwareentwickler                                                                 | 65    |       |
| 2. März  | Alan Ladd junior               | US-amerikanischer Filmproduzent                                                                      | 84    |       |
| 2. März  | Autherine Lucy                 | US-amerikanische Pädagogin und Aktivistin                                                            | 92    |       |
| 2. März  | Chris Madden                   | US-amerikanische Innenarchitektin, Designerin, Unternehmerin und Autorin                             | 73    |       |
| 2. März  | Rubina Möhring                 | österreichische Publizistin und NGO-Funktionärin                                                     | 71    |       |
| 2. März  | Shane Olivea                   | US-amerikanischer American-Football-Spieler                                                          | 40    |       |
| 2. März  | Moussa Okanla                  | beninischer Politiker                                                                                | 71    |       |
| 2. März  | Jean-Pierre Pernaut            | französischer Journalist und Fernsehmoderator                                                        | 71    |       |
| 2. März  | Robert John Rose               | US-amerikanischer Bischof                                                                            | 92    |       |
| 2. März  | John Stahl                     | schottischer Schauspieler                                                                            | 68    |       |
| 2. März  | Wolodymyr Struk                | ukrainischer Politiker                                                                               | 57    |       |
| 2. März  | Frédérick Tristan              | französischer Schriftsteller                                                                         | 90    |       |
| 2. März  | Tony Walton                    | britischer Artdirector, Kostüm- und Szenenbildner                                                    | 87    |       |
| 1. März  | Bernard Arcadio                | französischer Pianist und Arrangeur                                                                  | 75    |       |
| 1. März  | Oleg Bogatikow                 | sowjetischer bzw. russischer Geologe                                                                 | 87    |       |
| 1. März  | Gerhard Dürrwächter            | deutscher Volleyballspieler, -schiedsrichter und -funktionär                                         | 93    |       |
| 1. März  | Hubertus Halbfas               | deutscher Theologe und Religionspädagoge                                                             | 89    |       |
| 1. März  | Conrad Janis                   | US-amerikanischer Schauspieler und Jazz-Posaunist                                                    | 94    |       |
| 1. März  | Herbert C. Kelman              | US-amerikanischer Sozialpsychologe und Konfliktforscher                                              | 94    |       |
| 1. März  | Alewtina Koltschina            | sowjetische Skilangläuferin                                                                          | 91    |       |
| 1. März  | Leonhard Kossuth               | deutscher Übersetzer, Verlagslektor, Literaturkritiker und Publizist                                 | 98    |       |
| 1. März  | Warner Mack                    | US-amerikanischer Country-Sänger und Songwriter                                                      | 86    |       |
| 1. März  | Alfred Mayer                   | österreichischer Politiker und Vereinsfunktionär                                                     | 85    |       |
| 1. März  | Frank Mühlner                  | deutscher Handballspieler und -trainer                                                               | 61    |       |
| 1. März  | Hugh Gwyn Owen                 | britischer Paläontologe und Geophysiker                                                              | 88    |       |
| 1. März  | Otto Potsch                    | österreichischer Künstler                                                                            | 83    |       |
| 1. März  | Claus Seibel                   | deutscher Fernsehjournalist und Nachrichtensprecher                                                  | 85    |       |
| 1. März  | Günter Tamme                   | deutscher Mathematiker                                                                               | 84    |       |
| 1. März  | Tania Velmans                  | französische Kunsthistorikerin und Byzantinistin                                                     | 94    |       |
| 1. März  | Alfred Weyland                 | deutscher Fußballspieler                                                                             | 62    |       |

### Datum unbekannt
| Zeitangabe                      | Name                         | Beruf, bekannt als                                        | Alter | Beleg |
| ------------------------------- | ---------------------------- | --------------------------------------------------------- | ----- | ----- |
| Tod bekannt gegeben am 21. März | Jörg d’Bomba                 | deutscher Regisseur                                       | 91    |       |
| Tod bekannt gegeben am 19. März | Roberts Ķīlis                | lettischer Politiker und Sozialanthropologe               | 54    |       |
| Tod bekannt gegeben am 18. März | Grigori Jastrebenezki        | sowjetischer bzw. russischer Bildhauer                    | 98    |       |
| vor dem 18. März                | Celâl Kandemiroğlu           | türkisch-deutscher Grafiker                               | 69    |       |
| Tod bekannt gegeben am 16. März | Tadeusz Breguła              | polnischer Handballtrainer und -funktionär                | 93    |       |
| Tod bekannt gegeben am 14. März | Əjdər İsmayılov              | aserbaidschanischer Historiker, Philologe und Politiker   | 83    |       |
| Tod bekannt gegeben am 10. März | Jewhen Dejdej                | ukrainischer Politiker                                    | 34    |       |
| Tod bekannt gegeben am 9. März  | John Paul                    | schottischer Bahnradsportler                              | 28    |       |
| Tod bekannt gegeben am 8. März  | Witali Gerassimow            | russischer General                                        | 44    |       |
| Tod bekannt gegeben am 8. März  | Renate Oeser                 | deutsche Opernregisseurin                                 | 87    |       |
| tot aufgefunden am 7. März      | Dore O.                      | deutsche Filmemacherin, Malerin und Fotografin            | 75    |       |
| Tod bekannt gegeben am 5. März  | Francisco Tumi Guzmán        | peruanischer Journalist und Schriftsteller                | 64    |       |
| Tod bekannt gegeben am 4. März  | Tadeusz Borowski             | polnischer Schauspieler                                   | 80    |       |
| Tod bekannt gegeben am 4. März  | Ljubinka Trgovčević Mitrović | jugoslawische bzw. serbische Historikerin und Politikerin | ≈73   |       |
| Tod bekannt gegeben am 3. März  | Martin Langer                | deutscher Fotograf                                        | 65    |       |
| Tod bekannt gegeben am 3. März  | Andrei Suchowezki            | russischer General                                        | 47    |       |
| Tod bekannt gegeben am 2. März  | Dimitri Martynenko           | ukrainischer Fußballspieler                               | 21    |       |
| März                            | Rolf Niedermeier             | deutscher Informatiker                                    | 55    |       |
| März                            | Sonja Honecker               | deutsche Informatikerin                                   | 69    |       |